# Червоне (Глеюватська сільська громада)
Черво́не — село в Україні, у Глеюватській сільській громаді Криворізького району Дніпропетровської області.
Колишній адміністративний центр Червоненської сільської ради. Населення — 825 мешканців.

## Географія
Червоне розташоване у західній частині області на відстані 5 кілометрів від північної межі Кривого Рогу. Фізико-географічна зона — Придніпровська височина, висота над рівнем моря у селі — 135—140 метрів.
Поряд з селом проходить межа Дніпропетровської і Кіровоградської областей. Прилеглі населені пункти: селища Рядове Кіровоградської області і Рудничне. Поруч проходять автомобільна дорога Р74 і залізниця, станція Рядова за 1 км.

## Історія
На своєму теперішньому місці Червоне було засноване 1937 року. До того часу селище Червоне, яке засноване 1932 року, існувало в іншому місці. У зв'язку із розробкою Ганнівського родовища залізних руд селище було перенесене на інше місце.
У Червоному розміщувалась центральна садиба колгоспу «Красный забойщик».
Рішенням Дніпропетровської обласної ради від 18.04.1995 селище Червоне переведене до категорії сіл.

## Сучасність

Будинок культури

Найбільше діюче підприємство — агрофірма «Красний забойщик».
У Червоному є середня загальноосвітня школа, амбулаторія, будинок культури, відділення зв'язку.

## Населення

### Мова
Розподіл населення за рідною мовою за даними перепису 2001 року:
| Мова            | Кількість | Відсоток |
| --------------- | --------- | -------- |
| українська      | 757       | 91.76%   |
| російська       | 65        | 7.88%    |
| інші/не вказали | 3         | 0.36%    |
| Усього          | 825       | 100%     |